# Загородье
Загоро́дье (полес. Загоро́ддя, бел. Загаро́ддзе) — местность на юге Брестской области Белоруссии, в лингвистике и этнографии — область между городами Брест и Столин. В географической литературе — возвышенная равнина на юго-западе страны между городами Кобрином и Пинском. Основная часть Берестейско-Пинского Полесья.

## Этимология
В литературе нет единого мнения по поводу этимологии топонима. Наличие в наименовании Загородье корневой основы -город- наталкивает на мысль, что Загородье — область, находящаяся за городом Пинском. Однако, локализуя Загородье, местные жители никогда не упоминали Пинск как ориентир, кроме того, данные полесской диалектологии позволяют судить о том, что до середины XX века в брестско-пинских говорах слово город практически отсутствовало (для обозначения городского поселения использовалось слово місто).
По мнению исследователя Полесья лингвиста Никиты Ильича Толстого, Загородье — область за городами Туровом, Городно, Небелем, а не за городом. Таким образом, Загородье — область, в которой отсутствуют города или их очень мало в отличие от какой-то соседней области, характеризующейся обилием городов.
Между тем, полесский диалектолог Фёдор Данилович Климчук обращает внимание на то, что в ни в XI-XIII веках, ни позже в Западном Полесье и прилегающих регионах не было противопоставления одной области со множеством городов другой области с небольшим их количеством. По мнению Климчука, название Загородье появилось до XI века, когда диспропорция в количестве городов ещё существовала, а слово город присутствовало в местных говорах.

## Территория
В источниках топоним Загородье впервые встречается в середине XVII века — к этому времени это уже широкораспространённый термин, обозначающий область на Пинщине и противопоставляемый термину Заречье. Из документов этого периода известно, что Загородье лежало севернее Пины и Припяти. Несколько позже границы региона значительно расширились. Н. И. Толстой определял юго-восточные границы области по низовьям Горыни, условно по линии Туров — Городно — Небль. Согласно опросу местных жителей, проведённому И. Я. Яшкиным, юго-восточной границей региона является большак, соединяющий Туров, Давид-Городок, Столин и Городную.
Польский географический словарь (издание 1895 года) определяет границы Загородья в пределах современного Пинского района к северу от Пины и Припяти, Лунинецкого района без крайнего севера и юго-востока, Ивановского района (восточные окраины к северу от Пины).

## География и природопользование
Загородская равнина располагается в центральной и южной частях Брестской области. Протяженность с запада на восток 85 км, с севера на юг 15-35 км. Площадь 3,1 тыс. км². Максимальная высота — 179 метров над уровнем моря.
Возвышенная поверхность на севере постепенно переходит в холмистую, а потом в плоскую на юге. Распространены заболоченные низменности, вдоль южной окраины — дюны, холмы, гряды. Равнина — часть водораздела между реками Балтийского (притоки Западного Буга) и Черноморского (реки Ясельда, Пина) бассейнов. Под пашней 30 % территории. Леса занимают четверть территории.